# Glavičorka
Glavičorka är ett berg i Kroatien. Det ligger i länet Istrien, i den västra delen av landet, 150 km väster om huvudstaden Zagreb. Toppen på Glavičorka är 1 083 meter över havet.